# Cepheus jindingensis
Cepheus jindingensis är en kvalsterart som beskrevs av Wen och Sun 1990. Cepheus jindingensis ingår i släktet Cepheus och familjen Cepheidae. Inga underarter finns listade i Catalogue of Life.